# Borut Žener
Borut Žener, slovenski biolog, * 13. maj 1935, Maribor, † 5. januar 1974, Ljubljana.

## Življenje in delo
Maturiral je 1953 na I. gimnaziji v Ljubljani, nato je 4 semestre študiral elektrotehniko, se 1955 prepisal na biologijo in 1960 diplomiral (z usmeritvijo v ribištvo) na ljubljanski Naravoslovni fakulteti. Prakso je opravil v ribogojnici Gameljne pri Ljubljani, specializacijo pa 1969–1970  kot Humboldtov štipendist na inštitutu za ribištvo v Wiessbachu (ZRN). Najprej je bil honorarni asistent na biološkem inštitutu Medicinski fakulteti v Ljubljani (1960–1961), po odsluženju vojaškega roka pa  strokovni sodelavec Inštituta za biologijo BF v Ljubljani (1962–1964), novembra 1964 je bil izvoljen za asistenta na oddelku za zoofiziologijo na biološkem oddelku BF. Od jeseni 1973 je poučeval biologijo na poljanski gimnaziji v Ljubljani. Na fakulteti pa je vodil vaje iz splošne fiziologije živali in sodeloval pri raziskovalni nalogi Spektralna občutljivost insektov. Bil je strokovnjak za akvaristiko in vivaristiko (vivarij = prostor kjer se gojijo živali). Med drugim je načrtoval in organiziral vivarij Inštituta za biologijo ter se ukvarjal z fiziologijo čutil pri človeški ribici in zimskega mirovanja pri žuželkah. Napisal je knjigo Akvarij (1964) ter v domači in tuji literaturi objavil več člankov. Za Ilustrirano enciklopedijo živali (1968) je prevedel poglavje Ribe. 